# レイノ・オイッティネン
レイノ・ヘンリック・オイッティネン（フィンランド語: Reino Henrik Oittinen、1912年7月26日 - 1978年3月1日）は、フィンランドの政治家。フィンランド社会民主党所属。
1930年代にタンペレの市政に参画した。1948年から1950年、1951年から1953年、1957年から1958年、1966年から1968年の4回、フィンランドの教育大臣に選ばれている。また、1957年から58年、1963年から64年、1966年から68年の3回、内閣で副首相を務めた。1950年から1972年まで、国家教育委員会の事務局長も務めた。1971年に名誉公使の称号を授与され、1978年に65歳で死去した。